# Postface (émission de télévision)
 (février 2008).
Si vous disposez d'ouvrages ou d'articles de référence ou si vous connaissez des sites web de qualité traitant du thème abordé ici, merci de compléter l'article en donnant les références utiles à sa vérifiabilité et en les liant à la section « Notes et références ».
Postface était un magazine littéraire télévisuel diffusée sur la chaîne d'information en continu I>Télé.
Animé par le journaliste et écrivain Laurent Seksik, accompagné de deux ou trois chroniqueurs, dont Aude Lancelin du Nouvel Observateur et l'éditeur Raphaël Sorin, l'émission présentait, autour d'un thème hebdomadaire, l'actualité littéraire du moment.
L'émission n'a pas été reconduite dans la grille de septembre 2006.